# Puchar Europy w lekkoatletyce
Puchar Europy w lekkoatletyce – zawody lekkoatletyczne dla reprezentacji państwowych, organizowane przez European Athletic Association od 1965 r. do 2008 r. (początkowo co 2-3 lata, a od 1993 r. – corocznie).
Od 1983 r. państwa europejskie były podzielone na grupy (ligi) w zależności od prezentowanego poziomu sportowego. W każdej lidze występowało 8 krajów, gdyż taka była liczba torów na bieżni lekkoatletycznej (w 2006 r. w Superlidze startowało 9 zespołów). W ostatnim roku rywalizacji funkcjonowały następujące ligi: 
- Superliga,
- 1. liga Grupa A i Grupa B – równorzędne,
- 2. liga Grupa A i Grupa B – równorzędne.

Podobnie jak w piłkarskich rozgrywkach ligowych państwa mogły spaść do niższej ligi (2 ostatnie z Superligi) lub awansować wyżej (najlepsze z grup A i B do wyższych lig).
Zawody w każdej z lig trwały 2 dni i odbywały się w różnych państwach. Przeprowadzano po 20 konkurencji wśród mężczyzn i wśród kobiet. W każdej konkurencji startował tylko jeden reprezentant danego kraju. Państwa otrzymywały punkty w zależności od pozycji zajętej przez ich reprezentanta (8 pkt. za 1. miejsce, 7 pkt. za 2., itd. aż do 1 pkt. za 8. miejsce; reprezentacja nie otrzymywała punktu w przypadku, gdy zawodnik został zdyskwalifikowany, nie ukończył konkurencji biegowej lub nie zaliczył żadnej próby w konkurencji technicznej; w 2006 r. dodawano o 1 pkt więcej, ponieważ rywalizowało 9 drużyn). Puchar zdobywało państwo z największą liczbą punktów zdobytych we wszystkich konkurencjach. Jeżeli dwie lub więcej reprezentacji zdobyło identyczną liczbę punktów, to o kolejności decydowała liczba zwycięstw (w przypadku kolejnego remisu – liczba drugich miejsc itd.).
29. edycja zawodów (w 2008 r.) była ostatnią rozgrywaną według starej formuły. Od 2009 r. Puchar Europy (początkowo również jako Puchar Bruno Zauliego) zastąpiono drużynowymi mistrzostwami Europy.